# 南京市 (中华人民共和国直辖市)
南京市或称南京直辖市:24，中华人民共和国已撤销的大行政区直辖市。沿袭中华民国大陆时期的首都南京市，辖区仍以南京城为主体，小于今南京市辖区面积。

## 历史沿革
1949年4月渡江战役后，中国人民解放军攻占南京城。4月28日，中国人民解放军南京市军事管制委员会成立，接管南京市的市政。5月，设南京市人民政府。6月2日，南京市各区人民政府成立。
1949年10月，中华人民共和国建立，以北京市为首都。当时，中华人民共和国行政区划体系中，共設有12個中央人民政府直接管辖的直辖市。其后，除北京、天津外，皆為大行政區代管。12月，南京市改为华东军政委员会（即后来的华北大行政区）直辖市。
1952年11月15日，中央人民政府委员会第十九次会议通过《关于调整省、区建制的决议》。决议第三条规定，成立江苏省人民政府，撤销苏北、苏南人民行政公署，江苏省人民政府设于南京。两个行政公署与南京直辖市的辖区构成新的江苏省境。12月17日，江苏省人民政府成立（1953年1月1日正式成立）。政务院命令，南京市改为江苏省省辖市，南京市人民政府改隶于江苏省人民政府。

## 行政区划
1949年时，南京市仅管辖今南京市主城区。在今南京市辖境的六合县、江浦县、江宁县、溧水县、高淳县，皆属其它行政区。
当时，南京市人民政府仍按中华民国政府设置的十三个区的区划分区。浦镇划入南京，与浦口合并为两浦区。大黄洲、小黄洲划入安徽省和县。1950年6月，南京市按工商业区、农业区、风景区三种类型，重新划分为12个区。第一、二区未改，撤销第三区。第四至第九区改为新第三至新第八区。撤销第十区，成立中山陵园区。第十一区、第十二区改为新第十、十一区。第十三区改为新第九区。
1952年10月，因永利铔厂的发展，经政务院批准，六合县、大厂镇划入南京市，直属南京市人民政府。同月，华东军政委员会将江宁县的石岗、红庙、个子村划入南京市第十区（即后来的雨花台区）。

## 历任领导
| 1. 刘伯承（1949年5月－1949年6月） 2. 粟 裕（1949年6月－1950年5月） 3. 唐 亮（1950年5月－1950年8月） 4. 柯庆施（1950年8月－1954年10月） 1. 刘伯承（1949年5月－1950年7月） 2. 柯庆施（1950年7月－1952年12月） 3. 惠浴宇（1952年12月－1954年8月） |

## 重置传闻
进入21世纪后，恢复设置南京直辖市的呼声在南京民间经常出现，各类传言众多，是中国大陆常见的“第五个直辖市”构想。2011年9月10日，发表在《中国民生在线》网站的傳聞《南京直辖已正式列入计划，年内将正式启动》稱，将把今属安徽省管辖又与南京接壤的马鞍山、句容、滁州市、天长、和县、仪征、来安、全椒划入，新增的区是仪征、滁州、天长、句容、马鞍山。但种种传闻都被南京市人民政府、江苏省人民政府所否认。

## 备注
1. ↑  12個直轄市分別為：南京、上海、武汉（今武汉三镇）、鞍山、撫順、瀋陽、本溪、西安、北京、天津、重慶、廣州。
2. ↑  1949年时，六合县、江浦县属皖北行政区，江宁县、溧水县、高淳县属苏南行政区。
3. ↑  小黄洲现为长江下游马鞍山段中的河岛。
4. ↑  1950年6月设置的第一至第十区在1955年8月，依次命名为玄武区、白下区、秦淮区、建邺区、鼓楼区、下关区、浦口区、燕子矶区、栖霞区、雨花台区[2]。
5. ↑  1973年时，大厂镇与三个公社成为新成立的大厂区的辖区[2]。